# HMS Royal Sovereign (1915)
HMS Royal Sovereign – brytyjski pancernik typu Revenge z okresu I i II wojny światowej. W latach 1944–48 wypożyczony radzieckiej Marynarce Wojennej, gdzie służył pod nazwą „Archangielsk”.

## Służba

### Na Morzu Śródziemnym
„Royal Sovereign” brał udział w pierwszym starciu sił głównych Floty Śródziemnomorskiej z flotą włoską 9 lipca 1940 roku koło przylądka Stilo (znanym też jako bitwa koło Kalabrii), lecz płynąc z tyłu rozproszonego brytyjskiego zespołu nie wziął udziału w starciu artyleryjskim szybszych pancerników „Warspite” i „Malaya” z pancernikami włoskimi.

### W ZSRR
Po kapitulacji Włoch, ZSRR zaczął domagać się podziału w ramach reparacji ich marynarki wojennej, internowanej na Malcie. Z przyczyn politycznych, w tym obawy o postawę sprzymierzonych Włoch w obliczu oddania ich okrętów, alianci zachodni nie chcieli do tego dopuścić przed końcem wojny, wobec czego zaproponowali tymczasowe wypożyczenie takiej samej liczby okrętów z własnych flot. Zdecydowano wypożyczyć głównie okręty przestarzałych typów: pancernik „Royal Sovereign”, krążownik lekki „Omaha”, dziewięć niszczycieli i cztery okręty podwodne, na co ZSRR wyraził zgodę. Radziecka załoga pancernika zaczęła przybywać od 7 maja 1944 roku, a okręt przekazano 30 maja. Został wcielony do Floty Północnej pod nazwą „Archangielsk”. 17 sierpnia 1944 roku wyszedł z bazy Scapa Flow w osłonie konwoju JW 59 i 24 sierpnia dotarł do Wajengi w ZSRR. Nie był wykorzystywany operacyjnie, lecz jako okręt sztabowy i bateria przeciwlotnicza. Jego wyposażenie radarowe zostało przy tym przebadane przez radzieckich specjalistów, a część z nich później skopiowano. Dopiero w 1949 roku zużyty i zaniedbany okręt został zwrócony, wychodząc z Wajengi 15 stycznia i docierając do Rosyth 4 lutego 1949 roku. Z listy floty radzieckiej został skreślony dopiero 9 lutego tego roku. Z uwagi na wiek i zużycie nie powrócił do służby brytyjskiej, lecz został sprzedany na złom i 18 maja 1949 roku skierowany do stoczni złomowej w Inverkeithing w Szkocji, jako ostatni z brytyjskich pancerników pochodzących z I wojny światowej.